# Bubblegum
Cet article possède un paronyme, voir Bubble gum.
 (juin 2017).
Si vous disposez d'ouvrages ou d'articles de référence ou si vous connaissez des sites web de qualité traitant du thème abordé ici, merci de compléter l'article en donnant les références utiles à sa vérifiabilité et en les liant à la section « Notes et références ».
Albums de Mark Lanegan
Here Comes That Weird Chill
(2003) Blues Funeral
(2012)
Singles
1. Sideways in Reverse
Sortie : 2004
2. Hit the City
Sortie : 2004

Bubblegum est un album solo du chanteur rock américain Mark Lanegan, sorti en 2004, sous le nom Mark Lanegan Band.
De nombreux artistes invités participent à cet album (voir infra), dont PJ Harvey, Josh Homme et Nick Oliveri de Queens of the Stone Age, Greg Dulli de The Afghan Whigs, et Duff McKagan et Izzy Stradlin de Guns N' Roses. L'ex-femme de Lanegan, Wendy Rae Fowler, collabore également à Bubblegum.
L'album, dont les critiques sont plutôt favorables, est le premier véritable succès commercial de Mark Lanegan en solo, atteignant la 39e place du classement Top Independent Albums du Billboard.

## Liste des titres
Toutes les chansons sont écrites et composées par Mark Lanegan.
| 1.    | When Your Number Isn't Up                                       | 3:01 |
| 2.    | Hit the City (featuring PJ Harvey)                              | 2:49 |
| 3.    | Wedding Dress (featuring Wendy Rae Fowler)                      | 3:08 |
| 4.    | Methamphetamine Blues (featuring Josh Homme and Jonathan Russo) | 3:17 |
| 5.    | One Hundred Days                                                | 4:36 |
| 6.    | Bombed (featuring Wendy Rae Fowler)                             | 1:09 |
| 7.    | Strange Religion (featuring Izzy Stradlin and Duff McKagan)     | 4:08 |
| 8.    | Sideways in Reverse                                             | 2:47 |
| 9.    | Come to Me (featuring PJ Harvey)                                | 3:45 |
| 10.   | Like Little Willie John                                         | 3:53 |
| 11.   | Can't Come Down                                                 | 3:37 |
| 12.   | Morning Glory Wine                                              | 4:27 |
| 13.   | Head                                                            | 3:05 |
| 14.   | Driving Death Valley Blues                                      | 2:49 |
| 15.   | Out of Nowhere                                                  | 2:44 |
| 49:14 |                                                                 |      |

## Crédits

### Membres du groupe
- Mark Lanegan : chant, guitare

### Artistes additionnels et invités
entre parenthèses, le(s) numéro(s) du (des) titre(s) sur le(s)quel(s) l'artiste participe
- PJ Harvey : chant (2, 9)
- Chris Goss : guitare (1, 5), piano (5), chant (5), chœurs (7)
- Tracey Chisholm : tape manipulation (1, 4), boîte à rythmes (3, 10)
- Molly McGuire : basse (1, 10), chœur (4)
- Aldo Struyf : feedback (1), synthétiseur (4, 5, 7, 9, 10, 13), piano (5), orgue (5, 10), tape manipulation (7)
- Dave Catching : orgue (1), guitare (2, 3, 4, 10), guitare lead (4, 5, 10, 15)
- Wendy Rae Fowler : piano (1), chant (3, 6), chœurs (4, 7)
- Josh Homme : guitare (4, 9), basse (2, 4, 5), batterie (2, 3, 4, 5), guitare lead (3, 9)
- Keni Richards : batterie (2)
- Jim Vincent : batterie électronique (2)
- Mike Johnson : guitare lead (2)
- Ian Moore : chœur (2)
- Bukka Allen : orgue (2)
- Alain Johannes : guitare lead (4), guitares (11, 12, 13, 14), basse (11, 12, 13, 14), batterie (11, 12, 13, 14), batterie électronique (11, 14) cordes (11), synthétiseur (11), chœur (12), claviers (12, 13), orgue (14)
- Natasha Shneider, Brett Netson, Greg Dulli : chœur (4)
- Nick Oliveri : chœur (4, 7), basse (7)
- Jonathan Russo : basse (4)
- Izzy Stradlin, Duff McKagan : chant (7)
- Troy Van Leeuwen : piano (7), guitare (7, 9)
- Joey Castillo : batterie (7)
- John Kastner : guitare (8, 15), chœur (8)
- Eddie Nappi : basse (8)
- Dimitri Coats : guitare lead (8, 15), batterie (8, 15), piano (8)
- Mathias Schneeburger : guitare (8), chœur (8), piano (15)
- Melanie Campbell : basse (15)

### Équipes technique et production
- Production : Mark Lanegan
- Production (associés) : Alain Johannes, Chris Goss
- Mixage : Alain Johannes, Mathias Schneeberger, Rick Will
- Enregistrement : Alain Johannes, Aldo Struyf, Brian Baker, David Catching, Jonas G., Mathias Schneeberger, Pete Martinez, Rail Rogut, Rick Miller, Rick Will, Tracy Chisholm
- A&R : Roger Trust
- Direction artistique, design : Susan McEowen
- Photographie : Anna Hrnjak